# V. Shantaram
V. Shantaram de son vrai nom Rajaram Vankudre Shantaram (né le 18 novembre 1901 à Kolhapur (Inde) - mort le 30 octobre 1990 à Bombay) était un réalisateur, scénariste, producteur et un acteur indien.

## Biographie
Il a été marié trois fois ; sa seconde femme était l'actrice Jayashree avec qui il a eu deux enfants : l'actrice Rajshree qu'il a fait jouer dans le film Geet Gaya Patharon Ne et un fils, Kiran Kumar.
Sa troisième femme était Sandhya, sa co-star dans Do aankhen barah haath et l'héroïne de ses films Jhanak Jhanak Payal Baaje et Navrang.

## Filmographie
- L'Inattendu (film, 1937).

## Récompenses
- 1958 : V. Shantaram obtient l'Ours d'argent extraordinaire au Festival de Berlin pour Deux yeux, douze mains
- 1985 : Prix Dadasaheb Phalke